# Mineiros
Mineiros là một đô thị thuộc bang Goiás, Brasil. Đô thị này có diện tích 8896,304 km², dân số năm 2007 là 45169 người, mật độ 5 người/km².